# NGC 4995
NGC 4995 је спирална галаксија у сазвежђу Девица која се налази на NGC листи објеката дубоког неба.
Деклинација објекта је - 7° 49' 59" а ректасцензија 13h 9m 40,6s. Привидна величина (магнитуда) објекта NGC 4995 износи 11,2 а фотографска магнитуда 12,0. Налази се на удаљености од 29,100 милиона парсека од Сунца. NGC 4995 је још познат и под ознакама MCG -1-34-7, UGCA 329, IRAS 13070-0734, PGC 45643.